# Saint-Saturnin-de-Lucian
Saint-Saturnin-de-Lucian is een gemeente in het Franse departement Hérault (regio Occitanie) en telt 229 inwoners (1999). De plaats maakt deel uit van het arrondissement Lodève.

## Geografie
De oppervlakte van Saint-Saturnin-de-Lucian bedraagt 10,0 km², de bevolkingsdichtheid is 22,9 inwoners per km².
De onderstaande kaart toont de ligging van Saint-Saturnin-de-Lucian met de belangrijkste infrastructuur en aangrenzende gemeenten.

## Demografie
Onderstaande figuur toont het verloop van het inwonertal (bron: INSEE-tellingen).
1. ↑  Populations de référence 2022.